# Далум
Далум (нем. Dahlum) — община в Германии, в земле Нижняя Саксония.
Входит в состав района Вольфенбюттель. Подчиняется управлению Шёппенштедт. Население составляет 739 человек (на 31 декабря 2010 года). Занимает площадь 15,12 км².
Коммуна подразделяется на 2 сельских округа.
| Год  | Население |
| ---- | --------- |
| 1990 | 725       |
| 1995 | 772       |
| 2000 | 771       |
| 2005 | 780       |
| 2010 | 741       |